# 282-я артиллерийская бригада «Голан»
282-я артиллери́йская брига́да «Гола́н» (ивр. חטיבת האש 282, עוצבת גולן‎) — регулярная артиллерийская бригада в составе 36-й бронетанковой дивизии «Гааш» Северного военного округа Армии обороны Израиля.

## Состав

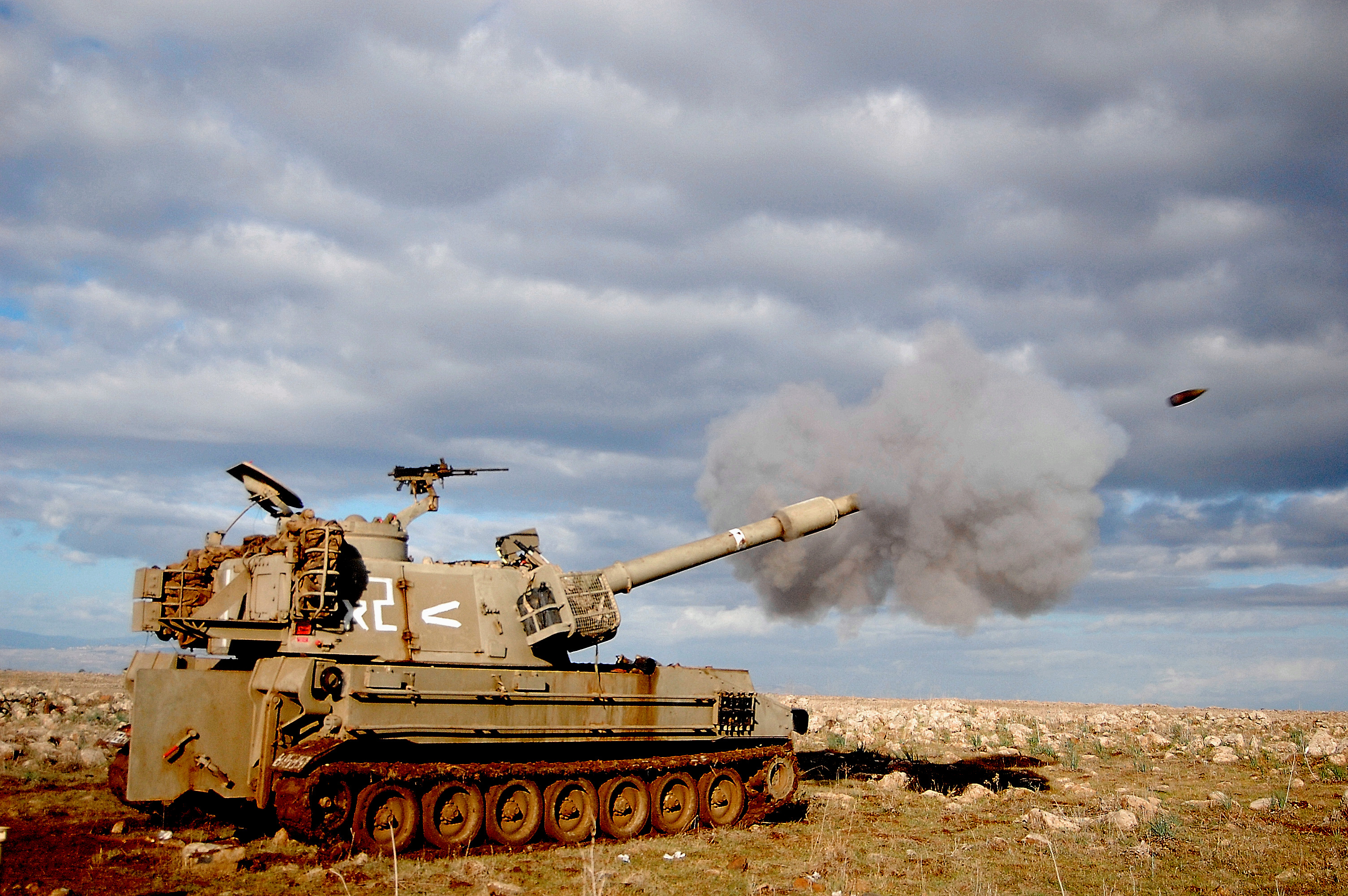
Самоходная артиллерийская установка M109

В состав бригады входят четыре дивизиона среднего калибра, оснащённые самоходными артиллерийскими установками M109 (на иврите «Дохер» — ивр. דוהר‎):
- 405-й самоходный артиллерийский дивизион артиллерии среднего калибра «Наме́р» (ивр. נמר‎, дословно: «Тигр»)
- 411-й самоходный артиллерийский дивизион артиллерии среднего калибра «Ке́рен» (ивр. קרן‎, дословно: «Луч»)
- 404-й резервный самоходный артиллерийский дивизион артиллерии среднего калибра «Шфифо́н» (ивр. שפיפון‎, дословно: «Рогатая гадюка»)
- 9260-й резервный самоходный артиллерийский дивизион артиллерии среднего калибра «Маге́н» (ивр. מגן‎, дословно: «Щит»)

Дополнительно, в состав бригады входят:
- 334-й реактивный артиллерийский дивизион «Ра́ам» (ивр. רעם‎, дословно: «Гром»), на вооружении которого состоят MLRS (на иврите «Менате́ц» — ивр. מנתץ‎) — пусковые установки реактивных снарядов РСЗО и тактических ракет
- 611-й геолокационный и метеорологический дивизион «Эйта́м» (ивр. עיטם‎, дословно: «Орлан»), в распоряжении которого находятся радиолокационные станции EL/M-2084 (на иврите «Раз» — ивр. ר"ז‎) и метеорологические системы «Тайфун»
- Рота разведки целей бригадного подчинения (ивр. יחמ"ם‎ яхма́м)
- Рота связи бригадного подчинения.

Ранее входивший в состав бригады 427-й противотанковый дивизион Мейта́р (дословно: «Струна»), на вооружении которого состояли противотанковые ракетные комплексы «Спайк» (на иврите «Таму́з» — ивр. תמוז‎), был расформирован в начале 2017 года.

## Командиры бригады
Командиры бригады в прошлом: Моше Леви (1973—1974, комбриг во время Войны Судного дня), Меир Дорон (1974—1976), Аарон «Альдо» Зохар (1976—1977), Ицхак Шалев (1977—1979), Гидеон Эцион (1979—1980), Амос Тор (1980—1981), Ицхак Газит (1981—1983, комбриг во время Первой ливанской войны), Шимон Шахам (1983—1985), Йоси Гораль (1985—1987), Исраэль Лебел Лави (1987—1988), Йехошуа «Шука» Дорфман (1988—1990), Герцель Гедж (1990—1991), Дан Харель (1991—1993), Реувен Бенклер (1993—1995), Цви Фогель (1995—1997), Йорам Орон (1997—1999), Мишель Бен-Барух (1999—2001), Илан Эфрат (2001—2003), Давид Свисса (2003—2005), Рои Рифтин (2005—2008, комбриг во время Второй ливанской войны), Амнон Меир (2008—2010), Яир Формоза (2010—2012), Илан Леви (2012—2014), Йорам Кнафо (2014—2016), Нери Хоровиц (2016—2019), Яир Натанс (2019—2020), Нимрод Цибульски (2020—2023).
С июня 2023 года командиром бригады является полковник Ноам Собель.